# Archithosia decipiens
Archithosia decipiens là một loài bướm đêm thuộc phân họ Arctiinae, họ Erebidae.